# Baitz
Das Straßendorf Baitz ist ein Ortsteil der Stadt Brück im Brandenburger Landkreis Potsdam-Mittelmark. Der Ort mit 186 Einwohnern (2015) gehört zum Naturpark Hoher Fläming und liegt im Baruther Urstromtal am Südrand des Naturschutzgebietes Belziger Landschaftswiesen, eines in Brandenburg seltenen Durchströmungsmoors.
In Baitz befindet sich die Naturschutzstation des rund 4.500 Hektar umfassenden Schongebietes. Die Station ist gleichzeitig Außenstelle der Staatlichen Vogelschutzwarte des Landes Brandenburg in Buckow und hat sich insbesondere dem Schutz der stark gefährdeten Großtrappe (Otis tarda) verschrieben. Die naturräumliche Einbindung des Ortes und die Erfordernisse des Naturschutzes bestimmen heute zu einem großen Teil das Wirtschaftsleben des Dorfes. Historisch zählt Baitz zum Grenzgebiet, das bis 1815 zwischen Sachsen und Brandenburg umstritten war.

## Lage und Naturraum

### Belziger Vorfläming und Nachbardörfer
Das Dorf Baitz liegt abseits von stark befahrenen Straßen und industriellen Gewerbegebieten in mittlerer Entfernung zwischen Brück und Bad Belzig in einem kleinen Tal, das der Baitzer Bach in die Hügel des Belziger Vorfläming geschnitten hat. Die Hügelkette Heideberg (96 Meter) – Fuchsberg (64 Meter) – Räuberberge (68 Meter) verengt das Urstromtal von acht Kilometern im Bereich der Belziger Landschaftswiesen auf drei Kilometer im Durchlass bei Brück. Der Niederungsstandort Landschaftswiesen weist ein Höhenniveau von 40 bis 44 Meter NN auf.
Nach Westen verbindet den Ort eine kleine Landstraße mit dem Dorf Schwanebeck, das wie der nordwestliche Nachbar Fredersdorf und die südwestlichen und südöstlichen Nachbardörfer Lüsse und Neschholz zur Kreisstadt Bad Belzig gehören. Über eine Landstraße hat Baitz bei Neschholz Anschluss an die Bundesstraße 246. Östlich des Ortes am Durchbruch der Plane durch die Hügelkette liegen die Dörfer Trebitz und Gömnigk, die als Gemeindeteile zu Brück zählen. Baitz ist Haltepunkt der Bahnstrecke Berlin–Blankenheim (Teil der sogenannten Kanonenbahn). Stündlich verkehrt der Regional-Express (RE 7) nach Berlin und Bad Belzig und zweistündlich nach Dessau (von Bad Belzig).

### Baitzer Bach

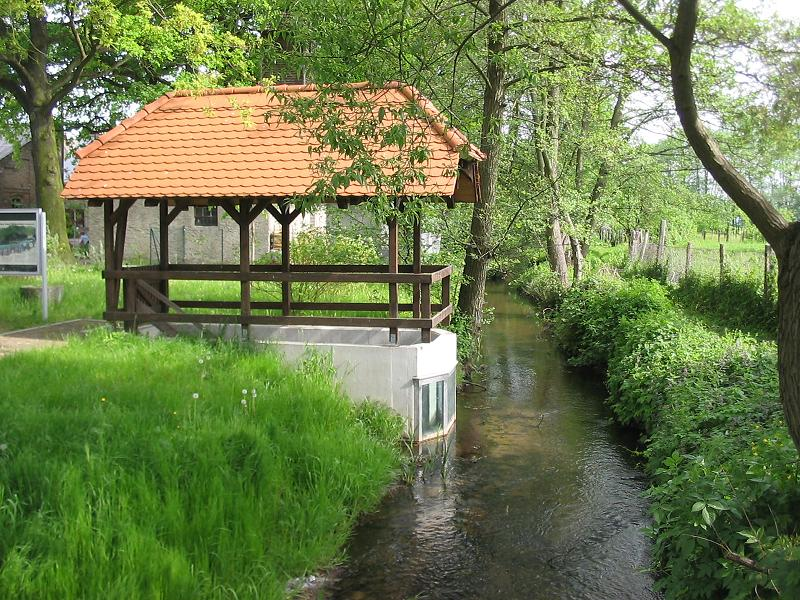
Baitzer Bach im Dorf

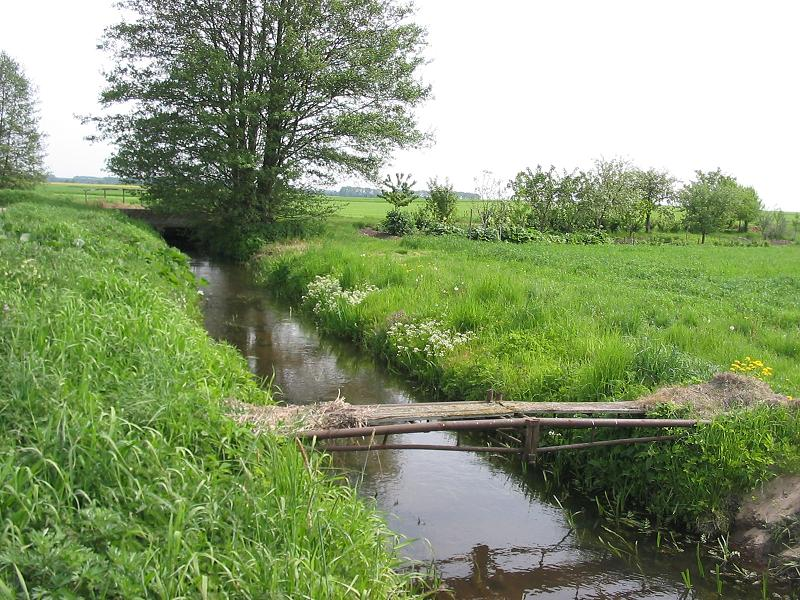
Baitzer Bach in den Belziger Landschaftswiesen

Neben der Kirche, landwirtschaftlichen Betrieben und einigen Siedlungshäusern bestimmt das Dorfbild der Baitzer Bach, dem das Dorf den Namen gab. Das weitgehend naturbelassene Gewässer entspringt im Belziger Vorfläming südlich von Kuhlowitz im Kuhlowitzer Ortsteil Preußnitz, fließt vorbei an Lüsse und anschließend durch Baitz. Nördlich von Baitz erreicht der Bach die Landschaftswiesen, die er angesichts der tischebenen Niederung erstaunlich schnell durchfließt. Er mündet nach einer Fließlänge von rund 16 Kilometern in den Belziger/Fredersdorfer Bach – kurz vor dessen Mündung in die Plane, deren Wasser wiederum über die Havel in die Elbe gelangt. Eine zweite Quelle liegt südlich von Neschholz, deren Quellarm namens Streckerbach in etwa die gleiche Länge aufweist wie der Hauptarm und sich in Baitz mit diesem vereinigt. Auf einer Skala von eins bis fünf messen Rolf Scharf und Dietrich Braasch in einer Untersuchung über die sensiblen Fließgewässer in Brandenburg dem Bach die Schutzwertstufe drei zu.

## Geschichte
Im Jahr 2017 machte man in der Nähe des Dorfes den Goldfund im Landkreis Potsdam-Mittelmark in Gestalt von 41 keltischen Goldmünzen, die über 2000 Jahre alt sind. Erstaunlich ist hierbei, dass in der Gegend des heutigen Landes Brandenburg gar keine Kelten lebten. Es handelt sich nach dem aus 366 glatten Regenbogenschüsselchen bestehenden Schatz aus Wallersdorf um den zweitgrößten Depotfund dieses Typs überhaupt.

### Slawische Namensgebung
Die erste urkundliche Erwähnung von Baitz, in alten Schreibweisen Boghetiz, Boycz oder Batz, erfolgte 1313 unter dem Namen Boghetiz. Reinhard E. Fischer (1970) leitet den Namen von polabisch Bogutici = Leute des Boguta ab. Der Name verweist auf die slawische Besiedlung des Landstrichs vor der Gründung der Mark Brandenburg durch Albrecht den Bären im Jahr 1157. Der Name des Hauptortes Brück hingegen wird – nicht ganz gesichert – zumeist der Stadt Brügge zugeordnet und stammt somit aus der Zeit des Landesausbaus durch die ersten askanischen Markgrafen, die im Zuge ihrer geschickten Siedlungspolitik insbesondere auch Flamen in das Land riefen. Nach den Flamen wiederum und ihren Dörfern, den Vlämlingen, erhielt der gesamte Landstrich in der ersten Hälfte des 19. Jahrhunderts den Namen Fläming.

### Historisches Grenzgebiet
Baitz blieb nicht lange unter brandenburgischer Hoheit, denn das Dorf liegt in einem über Jahrhunderte umstrittenen Gebiet, dessen Besitz zwischen der Markgrafschaft Meißen, der Markgrafschaft Brandenburg und dem Erzbistum Magdeburg wechselte. Erst mit dem Wiener Kongress 1815 fielen Baitz und Brück endgültig an Preußen. Bis zu diesem Zeitpunkt bildeten die Belziger Landschaftswiesen die Grenze zwischen dem Königreich Sachsen und der Mark Brandenburg und der Ort Brück die nordöstliche Grenzstadt. Eine Kursächsische Postmeilensäule steht noch heute als beredtes steinernes Zeugnis der sächsischen Vergangenheit in Brück. Die strategische Bedeutung Brücks ergab sich aus der Enge im sumpfigen Urstromtal, die schon früh als Übergang vom Belziger Vorfläming zur Zauche genutzt wurde. Handelswege und eine Heerstraße, die eine nicht mehr vorhandene Burg sicherte, führten hier entlang.

### Wüstung Wiesenau und Jagdschloss

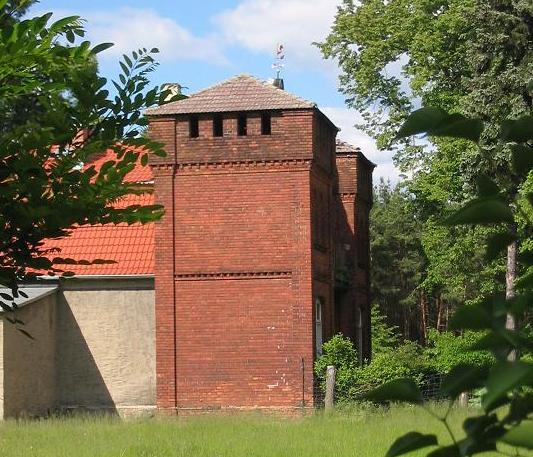
Ehemaliges Jagdschloss und Forsthaus Wiesenau

Im Mittelalter umfasste die Dorfmark Baitz das wüst gefallene Dorf Wiesenau. 1565 besaßen die Baitzer Bauern 21 Dorfhufen und 16 Hufen des wüsten Dorfes Wiesenau. Im Jahr 1591 sind insgesamt und inklusive Pfarrhufe 38 Hufen verzeichnet. Während nach den schnellen Ortsgründungen des 12. Jahrhunderts einige Flämingdörfer schon im 13. Jahrhundert (einige noch im ausgehenden 12. Jahrhundert) wieder verlassen wurden, fiel Wiesenau laut Reinhard E. Fischer nach 1427 wüst. Für die Siedlung an einer Wiesenaue finden sich urkundliche Erwähnungen 1383 als zcu Visenow, 1388 als ffissenow und um 1500 von wusten wißnaw … wießenaw.
Östlich des Heidebergs erinnert auf halbem Weg zwischen Baitz und Lüsse das ehemalige Forsthaus, das auf vielen Karten als Forsthaus Wiesenau verzeichnet ist, mit seinem Namen an die Wüstung, auch wenn es schon seit längerer Zeit der Deutschen Reichsbahn gehörte und inzwischen in privater Hand ist. Das Gebäude entstand um 1900 als Jagdschloss und verfügt über zwei erhaltene Türme auf der Portalseite, die aus Backstein gemauert sind.

### Eingemeindung
Baitz wurde am 31. Januar 2002 nach Brück eingemeindet.

## Wirtschaft

### Landwirtschaft am und im Naturschutzgebiet

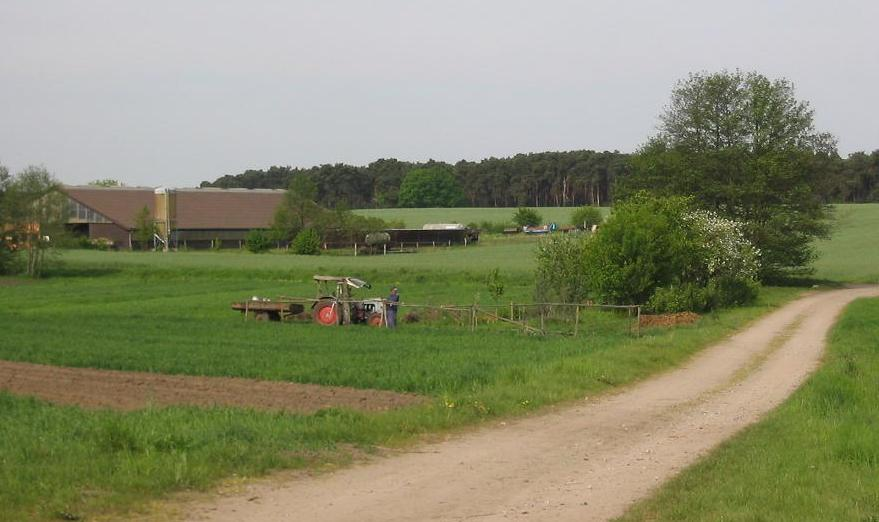
Landwirtschaft am Südrand der Landschaftswiesen

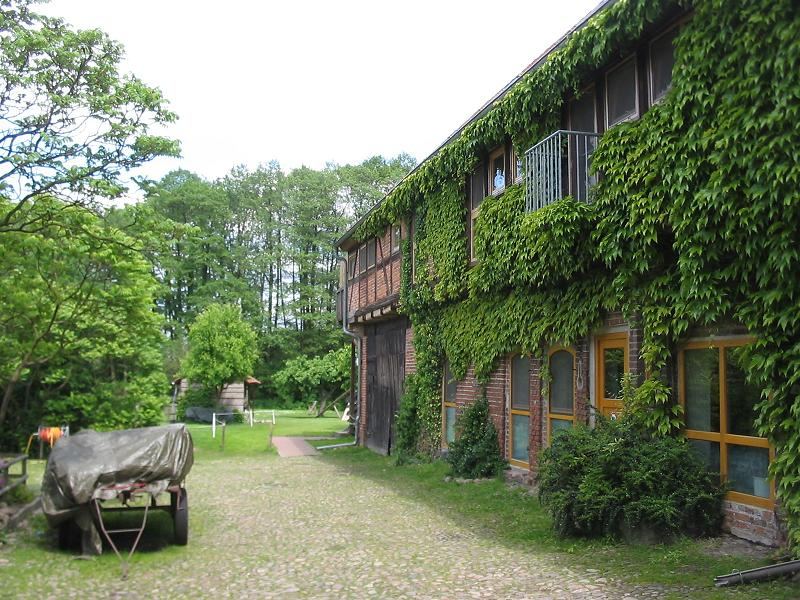
Tagungshaus Baitz

Die Lage am Rand der Belziger Landschaftswiesen bestimmt heute in den nördlichen Bereichen von Baitz die spezifische Ausprägung der traditionellen Wirtschaftsform, der Landwirtschaft. Kennzeichnend ist die Einbindung der Bewirtschaftung in die Naturschutzverordnung Belziger Landschaftswiesen unter dem Begriff des Vertragsnaturschutzes. Mit 2.461 Hektar steht etwas mehr als die Hälfte der Naturschutzfläche der landwirtschaftlichen Nutzung für den Ackerbau, als Viehweide und für die Heugewinnung zur Verfügung. Dabei werden die wirtschaftlichen Interessen mit den Anforderungen des Naturschutzes in Einklang gebracht, indem beispielsweise diese Fläche nochmals in drei Zonen mit unterschiedlichen Nutzungsbeschränkungen unterteilt ist. Die Ackerflächen wiederum sind zum Teil im Rückgriff auf die mittelalterliche Mehrfelderwirtschaft mit wechselnden Streifen Getreide, Erbsen, Lupinen, Raps, Klee und Kartoffeln angelegt, weil das daraus entstehende Mosaik aus Rotations- und Dauerbrachen den Großtrappen die ökologisch erforderlichen Brut- und Nahrungsflächen bietet (vergleiche ausführlich Belziger Landschaftswiesen, Kapitel „Naturschutz als Interessenmanagement“ sowie „Wiesen- und Landschaftspflege“).

### Tourismus
Die naturräumliche Einbindung des Dorfes in den Naturpark Hoher Fläming und die Anbindung an das Vogelparadies mit der Ruhe und Weite der Landschaftswiesen führten in den letzten Jahren zu einer stärkeren touristischen Nachfrage, der beispielsweise ein ausgedehntes, gut beschildertes Wegenetz Rechnung trägt. Ausdruck des Aufschwungs im Fremdenverkehr sind zudem ein ausgedehnter Reiterhof mit Zuchtbetrieb, Reiterausbildung und Ferienwohnungen. Darüber hinaus entstand 1990/1992 in einem restaurierten märkischen Bauernhof das Tagungshaus Baitz mit Seminarraum und Unterkünften. Das Haus stellt auf einem 4000 m² großen Gelände mit Pferden und Streicheltieren auch für Kinder einen Anziehungspunkt dar. Und auch die staatliche Vogelschutzwarte ist mit ihrem Schaugarten, mit Vorführungen und Führungen auf Besucher eingestellt.

## Naturschutzstation Baitz

### Einrichtung und Vogelschutzwarte

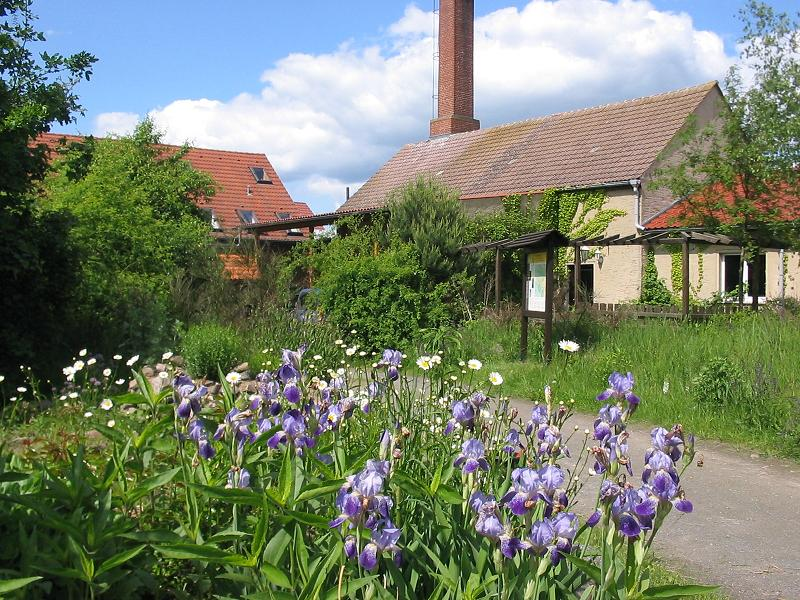
Garten der Vogelschutzwarte

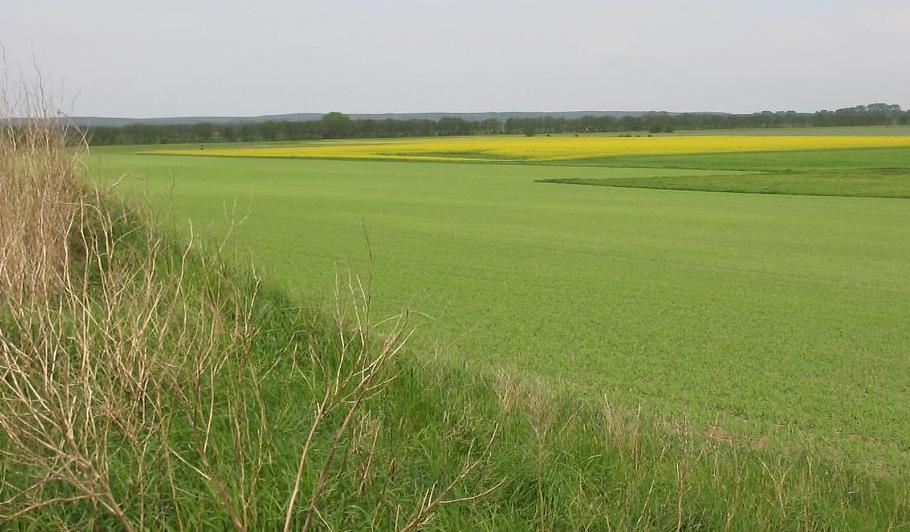
Blick vom Fuchsberg über die Landschaftswiesen

Die Naturschutzstation Baitz besteht seit dem Jahr 1990, in dem sie ein umgebautes und renoviertes Gehöft bezog. Sie ist eine Einrichtung des Landesumweltamtes Brandenburg und eine Außenstelle der Staatlichen Vogelschutzwarte des Landes Brandenburg in Buckow im Havelland. Im weitläufigen Gartengelände schaffen Volièren zur Pflege verletzter Greifvögel, Beete, eine Teichanlage und eine Streuobstwiese Voraussetzungen für eine umweltpädagogische Arbeit insbesondere mit Kindern und Jugendlichen.
Im Jahr 1998 eröffnete die Station ein Informations- und Ausstellungsgebäude, das neben einer breit angelegten Öffentlichkeitsarbeit auch gute Arbeits- und Forschungsbedingungen für Diplomanden oder Doktoranden bietet.
Weitere Forschungs- und Beobachtungsmöglichkeiten bestehen in einer Feldstation, die 1993 aus einer umgebauten Weidezentrale tief in den Belziger Landschaftswiesen entstand. Die nicht-öffentliche Station ähnelt einem Bungalow. Es handelt sich dabei entgegen einigen anderslautenden Darstellungen nicht um einen Vogelbeobachtungsturm. Der bislang einzige Beobachtungsturm der Landschaftswiesen befindet sich bei Freienthal am Rand des Schongebietes und ist von Freienthal aus für jedermann zugänglich.

### Europäisches Vogelschutzgebiet
Das Naturschutzgebiet Belziger Landschaftswiesen gehört heute als SPA = Special Protection Area zum Europäischen Vogelschutzgebiet Unteres Rhinluch, Dreetzer See, Havelländisches Luch und Belziger Landschaftswiesen im Schutzgebietsystem Natura 2000. Zählungen zu Beginn des 21. Jahrhunderts listeten insgesamt rund 160 Vogelarten, darunter 110 Wiesenbrüter, auf. 30 dieser Vögel stehen auf der Roten Liste gefährdeter Arten Deutschlands.
Dazu zählen beispielsweise der Wachtelkönig (Crex crex; auch Wiesenralle), ein in einigen Staaten Mitteleuropas vom Aussterben bedrohter und weltweit bedrohter Vogel. Die Familie der Regenpfeifer vertritt unter anderem der Kiebitz (Vanellus vanellus), der gleichfalls gefährdete Vogel des Jahres 1996. Im Sommer 1999 kam es erstmals in der jüngeren Naturgeschichte der Landschaftswiesen zu einem herausragenden Massenschlafplatz von Rohr- und Wiesenweihen. Laut einem Bericht von Torsten Ryslavy ergaben Zählungen 108 Rohr- (Circus aeruginosus) und 18 Wiesenweihen (Circus pygargus) – eine bemerkenswerte Größenordnung für die europaweit besonders geschützten und in Deutschland vom Aussterben bedrohten Greifvögel.
Neben der Bewahrung und Förderung dieser Vogelpopulationen und weiterer Wiesenbrüter bemüht sich die Naturschutzstation Baitz in einem Sonderprojekt um die Wiederansiedlung von Turmfalken (Falco tinnunculus) und Steinkäuzen (Athene noctua). Das Durchströmungsmoor der Landschaftswiesen bildet zudem ein bevorzugtes Durchzugs-, Rast und Überwinterungsgebiet für Zugvögel. Das Hauptaugenmerk der Naturschützer gilt jedoch dem märkischen Strauß, der Großtrappe (Otis Tarda).

### Zentrale Aufgabe der Station
Die zentrale Aufgabe der Station liegt somit in der Entwicklung und Umsetzung des Artenschutzprogramms Großtrappe im Gebiet der Belziger Landschaftswiesen. Das rund 4.500 Hektar große Naturschutzgebiet ist neben Buckow das bedeutsamste Vorkommensgebiet in der Bundesrepublik. Ein Schwerpunkt der Maßnahmen bildet die oben erwähnte Kontrolle und Bewirtschaftung der Vertragsnaturschutzflächen unter den Gesichtspunkten eines optimalen Großtrappen und Wiesenbrüterschutzes […].
Gab es zu Mitte des 20. Jahrhunderts noch rund 4000 der bis zu 18 Kilogramm schweren Trappen, die nach den afrikanischen Riesentrappen (Ardeotis kori) zu den schwersten flugfähigen Vögeln weltweit zählen, war dieser Bestand im Jahr 2003 auf rund 150 Exemplare bundesweit geschrumpft, von denen rund 30 in den Landschaftswiesen lebten. Laut Norbert Eschholz, dem Leiter der Station, lag die Population im März 2006 bei 37 Vögeln mit weiter steigender Tendenz. Dieser Bestand ist allerdings momentan nur unter Zuhilfenahme der künstlichen Bebrütung zu erreichen. Gelege, die draußen keine Chance haben, werden aufgenommen und künstlich bebrütet. Die geschlüpften Küken kommen im Schutzgehege der Buckower Zentralstation zur Aufzucht und die Jungvögel im Alter von fünf Wochen zur Auswilderung zurück in die Landschaftswiesen. Zu der Ausgestaltung und den Erfolgen des Trappenschutzprogramms siehe ausführlicher Belziger Landschaftswiesen, Kapitel Europäisches Vogelschutzgebiet.

### Führungen und Zugang zum Schutzgebiet

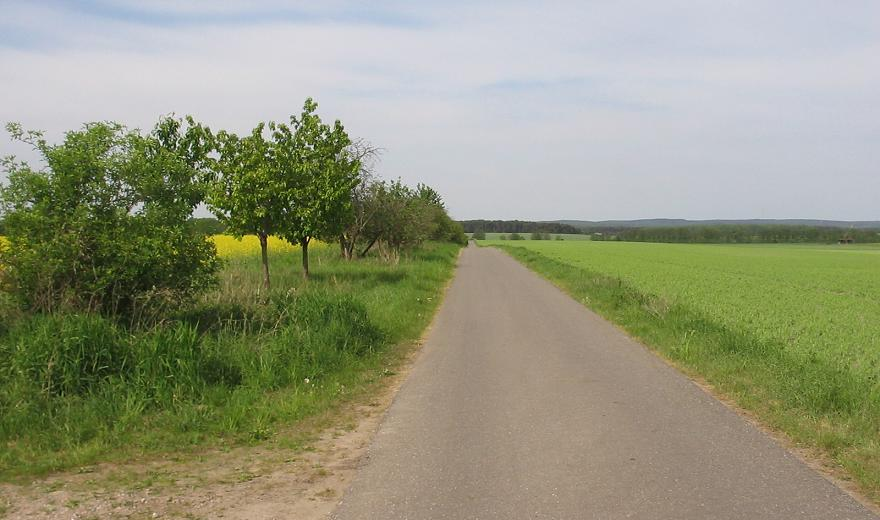
Europaradweg R1 zwischen Baitz und Trebitz am Südrand der Landschaftswiesen, im Hintergrund rechts der Hohe Fläming

Die Mitarbeiter der Naturschutzstation organisieren nach Vereinbarung Führungen in das Schutzgebiet. Individuelle Wanderungen in das Gebiet sind immer nur, egal von welchem Ausgangspunkt, ein Stück weit möglich, bis Schilder den Durchgang verbieten. Ein landschaftlich besonders reizvoller Weg führt vom Dorf entlang des Baizer Baches tief in die Landschaftswiesen hinein und vermittelt bereits bis zum Durchgehverbot eine anschauliche Vorstellung über die Eigenart des Gebietes. Ein besonders guter Überblick über die weite flache Landschaft bietet sich vom asphaltierten Radweg zwischen Baitz und Trebitz, der auf dem Nordhang von Fuchsberg und Räuberbergen in etwas erhöhter Lage unmittelbar am Rand der Wiesen verläuft. Der autofreie Weg ist Bestandteil des rund 915 Kilometer langen Europaradweg R1.
Selbst mit fachkundiger Führung der Naturschützer ist es allerdings sehr unwahrscheinlich, eine Großtrappe zu Gesicht zu bekommen, da die schweren scheuen Vögel über eine große Fluchtdistanz verfügen, die sie Menschen wahrnehmen lässt, lange bevor diese sie bemerken. Im Jägerlatein heißt es deshalb, die Trappen hätten auf jeder Feder ein Auge.

## Dorfkirche

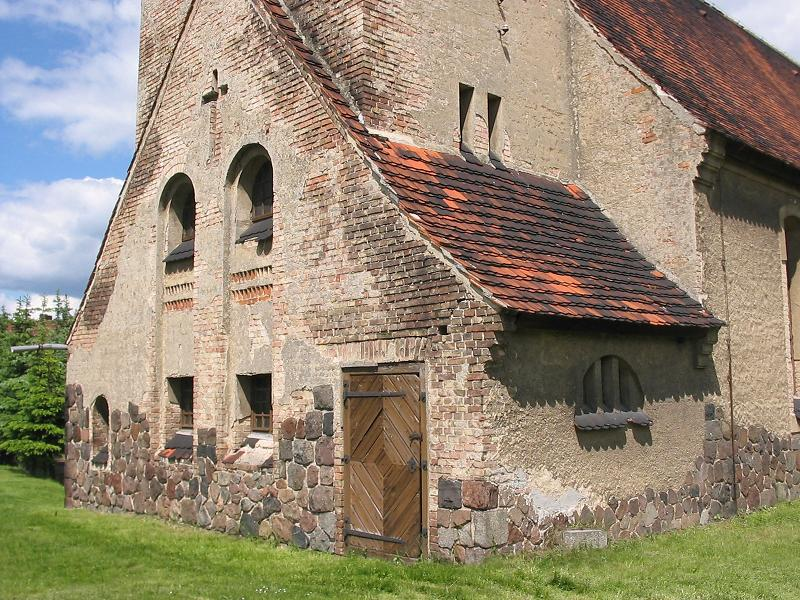
Dorfkirche Baitz

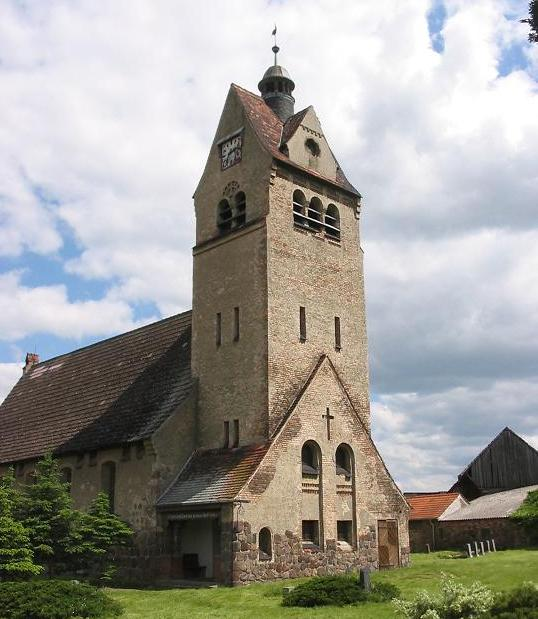
Dorfkirche Baitz

Die evangelische Dorfkirche ist ein Rechteckbau mit eingezogenem Westturm, dessen heutiges Gesicht von einem tiefgehenden Umbau im Jahr 1913 geprägt ist. Da die Mauern weitgehend aus gequaderten Feldsteinen bestehen und die Nordwand Reste des spätromanischen Vorgängerbaus aufweist, nahmen Theo Engeser und Konstanze Stehr das Haus als Feldsteinkirche in ihr Verzeichnis mittelalterlicher Dorfkirchen im Landkreis Potsdam-Mittelmark auf. Das heutige Gebäude dürfte inklusive einer ersten Holzkirche der vierte Bau sein und enthält noch Reste des ersten Steinbaus, der bereits gegen Ende des 12. Jahrhunderts, also kurz nach der Gründung der Mark Brandenburg, erfolgt sein könnte. Die dreiteilige Grundanlage bestand aus dem Schiff, einem eingezogenen Chor und der Apsis; Chor und Apsis sind heute nicht mehr vorhanden.
Da die amtlichen Visitatoren keine intakte Kirche verzeichneten, muss der erste Steinbau noch vor ihrem Besuch im Jahr 1530 zerstört worden sein. Bereits 17 Jahre später war das Gotteshaus wieder aufgebaut, wobei wahrscheinlich dieser Bau unter der Opferung von Chor und Apsis verlängert worden war. 1636 im Dreißigjährigen Krieg wurde das Gebäude von schwedischen Truppen erneut vernichtet. Der 1661 wiederhergestellte Bau verfügte wahrscheinlich über einen aufgesetzten Fachwerkturm aus Ziegeln mit massiver Westwand. Die Umbauten 1913 veränderten das Bild der Kirche vollständig: beispielsweise wurde die Südwand komplett erneuert, die Nordwand erhöht, der Turm umgestaltet und auf dem Dachfirst mit einem kleinen Dachreiter versehen. Im Jahr 1991 fand eine umfassende Sanierung statt.
Heute besitzt der Turm ein steiles Satteldach mit großen Dachgauben. Das Satteldach des Schiffes besteht auf der Nordseite aus steinernen Falzziegeln und auf der Südseite aus Biberschwanzziegeln. Bei den Fenstern dominieren schmale Segmentbogen. Insgesamt überwiegen neuromanische Schmuckformen.